# Viktor Borodovčák
Viktor Borodovčák (Szolyva, 1926. szeptember 12. – 2021. december 3.) szlovák levéltáros, a Szlovák Nemzeti Levéltár elődintézményének első igazgatója.

## Élete
Apja munkácsi bírósági hivatalnok volt.
1937-1945 között végzett a csehszlovák, majd ruszin munkácsi gimnáziumban. Előbb az Ungvári Egyetem távoktatásában vett részt, illetve a munkácsi kereskedelmi akadémia tanára lett. 1947 nyarán államközi egyezmény keretén belül családjával Csehszlovákiába telepítették. 1947–1951 között a Comenius Egyetem történelem-filozófia szakán végzett. 1952-ben kisdoktori fokozatot szerzett, 1960-tól a történettudományok kandidátusa, 1972-től a történettudományok doktora. 1953-1956 között a Szlovák Nemzeti Levéltár elődintézményének első igazgatója volt, 1956-tól a Szlovák Tudományos Akadémia munkatársa.

## Művei
- 1960 Ohlas poľského povstania roku 1863 na Slovensku - Slovenskí polonofili a spolupráca demokratických síl Rakúska v boji proti petrohradskému a viedenskému absolutizmu. Bratislava.
- 1969 Poliaci a slovenský národný zápas v rokoch dualizmu - Poliaci a funkcia myšlienky slovanskej vzájomnosti v slovenskej národnej ideológii na prelome 19. a 20. stor. Bratislava.
- 1971 Haličskí socialisti a Slováci na rozhraní 19. a 20. stor. Hungarofilské prejavy ako následok revizionizmu haličských socialistov. Slovanský přehled 1971/2, 133-139.
- 1982 Poľský národ a národy Československa na dejinnej križovatke. Bratislava.
- 1987 Austroslavizmus a hungarofilstvo v období martinského zhromaždenia v r. 1861. Slovanský přehled 1987/2, 109-118.